# 艾哈迈德·塞古·杜尔

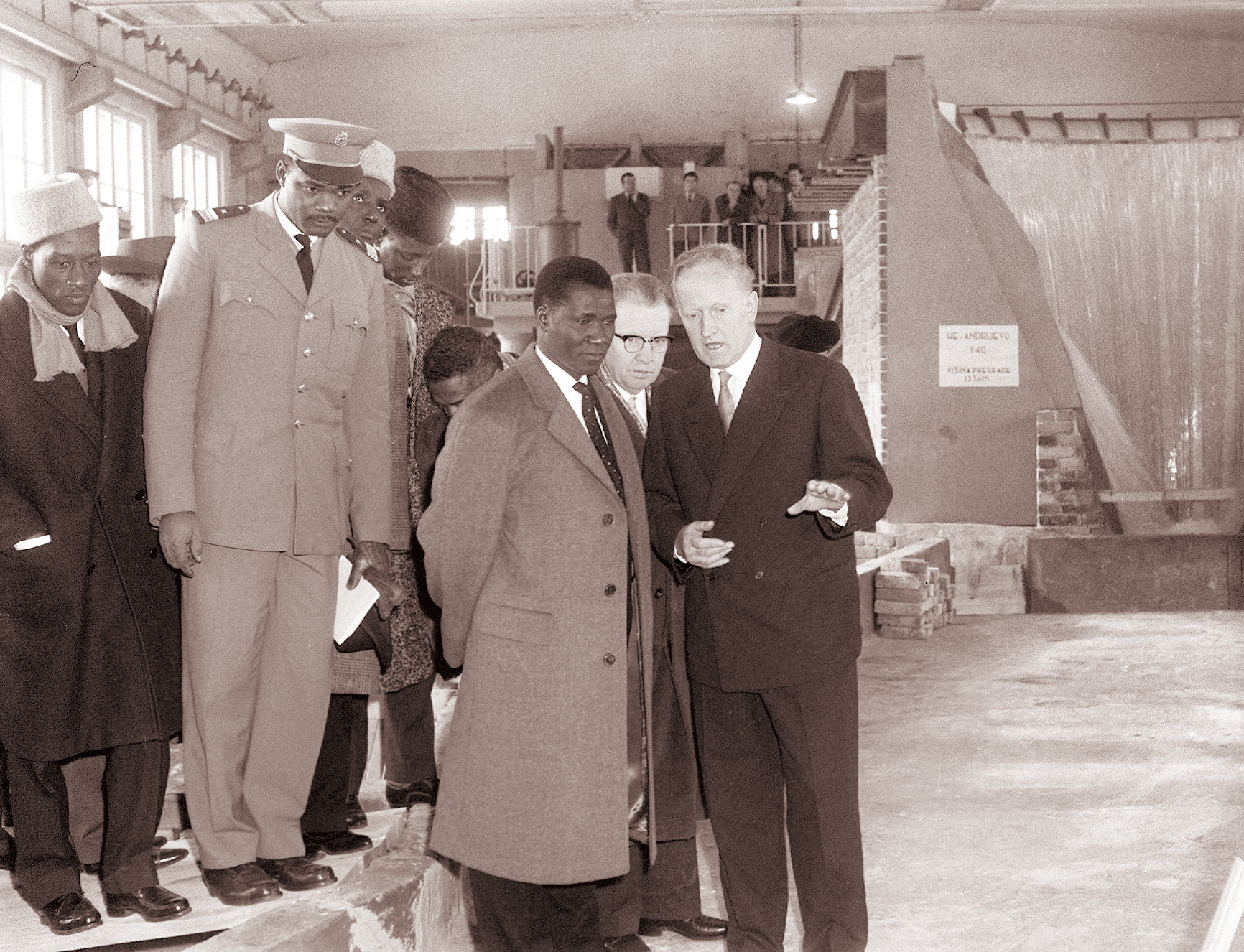
艾哈迈德·塞古·杜尔于1961年出访南斯拉夫

艾哈迈德·塞古·杜尔（法語：Ahmed Sékou Touré；1922年1月9日—1984年3月26日），西非国家几内亚的政治家，几内亚共和国第一任总统（1958-1984），民族主义者兼泛非主义者。他的曾祖父是瓦苏卢帝国皇帝萨摩里·杜尔。
他执政期间，几内亚对内推行“公社体社会主义”，对外实行亲近社会主义阵营的外交政策，特别是与苏联和中华人民共和国维持紧密的关系；而与西方国家（尤其法国）关系一度不佳。